# Kvarnsjö (sjö i Raseborg, Nyland)
Kvarnsjö eller Myllyjärvi är en sjö i kommunen Raseborg i landskapet Nyland i Finland. Sjön ligger 38,7 meter över havet. Arean är 44 hektar och strandlinjen är 5,59 kilometer lång. Sjön  ingår i Skärgårdshavets kustområde, Åland.   Den ligger omkring 77 km väster om Helsingfors. 